# Duthiella guilbertii
Duthiella guilbertii là một loài Rêu trong họ Leskeaceae. Loài này được Thér. & P. de la Varde mô tả khoa học đầu tiên năm 1945.